# Een vorm als Piccadilly
Een vorm als Piccadilly is een hoorspel van Jill Hyem. A Shape like Piccadilly werd op 10 maart 1971 door de BBC uitgezonden. Josephine Soer vertaalde het en de TROS zond het uit op woensdag 27 december 1972, van 22:40 uur tot 23:55 uur (met een herhaling op woensdag 20 december 1978). De regisseur was Harry Bronk.

## Rolbezetting
- IJda Andrea (Eileen Butt)
- Coen Flink (Colin Piper)
- Dogi Rugani (mevrouw Piper)
- Herbert Joeks (meneer Lake)
- Lex van Delden (Ray Piper)
- Ellen van Hemert (Julie)
- Hellen Huisman (serveerster)
- Tine Medema (dame in de bibliotheek)

## Inhoud
Centraal in het stuk staan twee jonge mensen. Colin Piper is als gevolg van een jeugdtrauma in lichte mate geestelijk gestoord. Hij kan daarom niet lezen en schrijven en verdient dientengevolge zijn dagelijks brood als vuilnisopruimer in een stadspark. Eileen Butt werkt als assistente in een openbare bibliotheek. Als Eileen in contact komt met Colin, ervaart zij wat het zeggen wil analfabeet te zijn en elke morgen uit de ondergrondse te stappen bij de halte Piccadilly, samen met al die anderen die het woord zonder moeite lezen…